# 臺中市立立新國民中學
臺中市立立新國民中學，簡稱立新國中，是一所位於臺中市大里區的國民中學。

## 校徽精神
| 上方七圓 | 象徵九年一貫課程的七大領域圓滿達成     |
| 黃環立人 | 融合舊台中縣徽與大里市徽，蘊涵鄉土情懷 |
| 古字立新 | 象徵著傳承優良傳統                     |
| 以藍為底 | 象徵著自由思考，創新教學               |

## 校史
- 2000年2月，台中縣政府委託光榮國中進行立新國中校園整體規劃事宜。
- 2000年6月，縣府校園規劃小姐審核定案。
- 2000年12月3日，校園工程動土。
- 2001年2月1日，校園工程正式動工。
- 2001年7月31日，新錄取教師報到，本校教育團隊正式成立。
- 2001年8月30日，開學典禮並正式上課。
- 2005年12月，完成更新全校飲水機。
- 2006年2月7日，專科大樓「勤學樓」開工。
- 2006年3月，完成全校「班班有電視機」之裝設。
- 2006年11月28日，專科大樓「勤學樓」完工並完成驗收。
- 2007年4月，完成全校教室「教學機設備」之裝設及啟用。
- 2007年11月，本校直笛隊參加全國音樂比賽台中縣初賽，榮獲國中團體組乙類第一名。
- 2007年12月，勤學樓電腦教室完成驗收。
- 2008年2月，本校健力隊參加全國青年盃健力錦標賽榮獲六金六銀四銅。
- 2008年4月，勤學樓視廳教室完成驗收。
- 2008年10月22日，本校榮獲97年度節約能源績優學校。
- 2007和2008年，本校健力隊參加全國青年盃健力錦標賽蟬連全國冠軍。
- 2009年8月13日，獲經濟部能局3.6KWP併聯式太陽光電發電系統。
- 2010年2月8日，獲教育部永續校園局部改造計畫補助。
- 2010年4月29日，風雨操場竣工並完成驗收。
- 2010年12月25日，臺中縣市合併升格為直轄市，本校改制後為「臺中市立立新國民中學」。

## 歷任校長
1. 賴錫安：2001年2月－2004年4月
2. 高振森：2004年8月－2011年7月
3. 周鳳珠：2011年8月－2019年7月
4. 張嘉亨：2019年8月－2024年7月
5. 陳錦惠：2024年8月－現任

## 學區
立仁里、立德里、新仁里

### 書籍
- 《臺灣地名辭書》卷十二《臺中縣》第二冊，第27頁

## 外部連結
- 臺中市立立新國中 （页面存档备份，存于）